# Egidio Torre Cantú
Egidio Torre Cantú, né le 19 juin 1957 à Ciudad Victoria, est un homme politique mexicain. Il est gouverneur de l'État mexicain de Tamaulipas du 1er janvier 2011 au 30 septembre 2016.